# Félix Auguste Clément

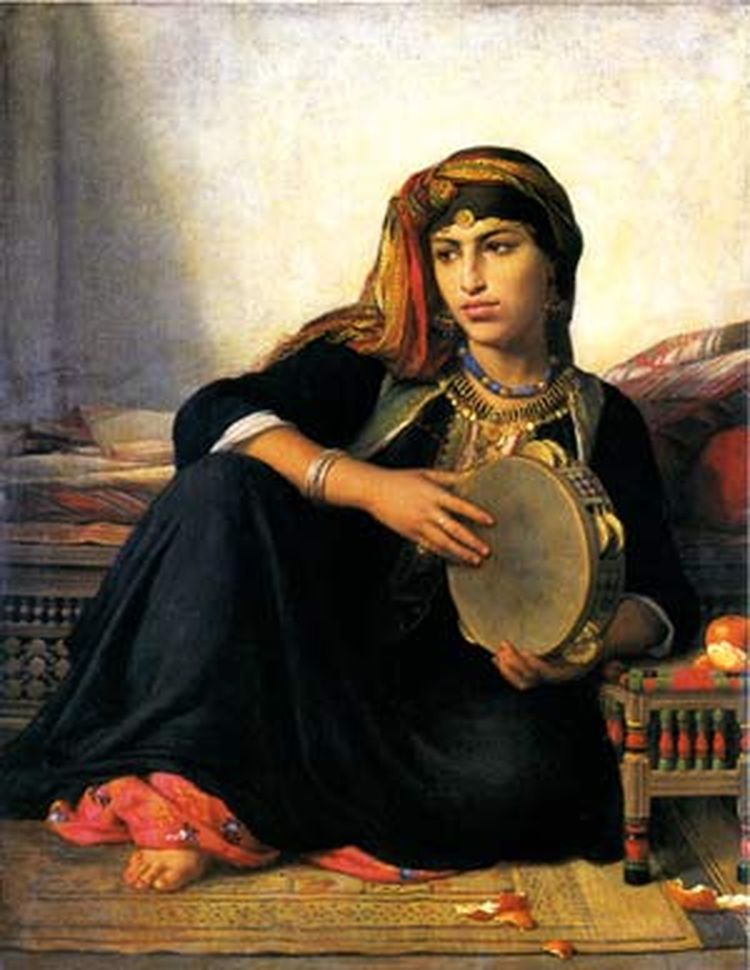
Tambourinspielerin

Félix Auguste Clément (* 20. Mai 1826 in Donzère; † 2. Februar 1888 in Algier) war ein französischer Maler, der vor allem für seine orientalistischen Szenen bekannt war.
Clément studierte Malerei an der École des beaux-arts de Lyon bei Jean-Claude Bonnefond und setzte sein Studium ab 1848 an der École des beaux-arts de Paris bei Michel-Martin Drolling und François-Édouard Picot fort. 
Er erhielt 1856 den Prix de Rome für sein Gemälde „Rückkehr des jungen Tobias“. Clément blieb in Rom bis 1862 und ging dann nach Ägypten, wo er bis 1868 tätig war. Im Auftrag von Prinz Halim führte er in seinem Palast in Shubra Wandmalereien mit Darstellung von Gazellenjagden aus. Er malte auch zahlreiche Szenen aus dem orientalischen Milieu.
1868 kehrte er nach Frankreich zurück. Vier Jahre später wurde er von der Regierung beauftragt, die Gemälde von Andrea Mantegna in Padua zu kopieren, musste jedoch krankheitsbedingt die Arbeit abbrechen. Er war von 1874 bis 1877 Professor an der École des beaux-arts in Lyon und trat dann in den Ruhestand. 1877 kam er wieder nach Padua, um die Kopien der Mantegna-Fresken zu beenden, ließ sich danach in Paris nieder. Den Winter 1887/88 verbrachte er aus gesundheitlichen Gründen in Algier, wo er starb.